# Urrugne
Pour l’article ayant un titre homophone, voir Urugne.
Urrugne [yʁyɲ] est une commune française du Pays basque français, dans le département des Pyrénées-Atlantiques en région Nouvelle-Aquitaine.

## Géographie

### Localisation
Située sur la côte basque, la commune qui fait partie de la province basque du Labourd est bordée au nord-nord-ouest par le golfe de Gascogne (ou de Biscaye) et au sud par la frontière franco-espagnole à la proximité de laquelle elle inclut les premiers contreforts de l'ouest des Pyrénées.
Située sur le littoral aquitain au sud de Bayonne entre Saint-Jean-de-Luz et Hendaye, elle fait partie de l'unité urbaine de Bayonne et de l'aire d'attraction d'Hendaye. Elle jouxte l'aire d'attraction de Ciboure, Cependant c'est encore un territoire fortement rural malgré la proximité de la plage de Socoa.
Son territoire de taille importante contraste entre le littoral atlantique déchiqueté au nord avec des falaises verticales sur l'océan, et les contreforts de la chaîne des Pyrénées le long de la frontière franco-espagnole au sud.

### Communes limitrophes
Vera de Bidassoa est dans le pays de Navarre en pays basque espagnol ; on y accède par le col d'Ibardin en limite de commune. Irun est dans la communauté autonome basque, également en Pays basque espagnol.
Le territoire d'Urrugne jouxte celui de Sare uniquement par une pointe (sans linéaire effectif partagé), et celui d'Irun sur seulement 90 m environ.
Les communes limitrophes sont Ascain, Biriatou, Ciboure, Hendaye, Sare, Bera et Irun.
| Hendaye        | Golfe de Gascogne              | Ciboure                   |
| Irun (Espagne) | Urrugne                        | Ascain                    |
| Biriatou       | Vera de Bidasoa/Bera (Espagne) | Sare (par un quadripoint) |

### Géologie et relief
La superficie de la commune est de 5 057 hectares (au 1er janvier 2015), alors que la superficie moyenne d'une commune de France métropolitaine s'établit à 1 510,2 hectares, ; son altitude varie entre zéro et 880 mètres.
La localité, dans son territoire actuel — l’emprise de la paroisse d’avant le XVIIe siècle couvrait toute la surface côtière entre la Nivelle et la Bidassoa — forme un demi-cirque, enserré du sud-est au sud-ouest par des montagnes dont l’altitude la plus élevée est relevée au sommet de la Rhune à 905 mètres. La borne frontière 24, proche du sommet de la Rhune est le point le plus élevé de la commune, qu’elle partage avec — outre Vera de Bidasoa qui appartient à la comarque navarraise de Cinco Villas — les communes françaises d’Ascain et de Sare. C’est d’ailleurs le seul point de contact qui unit Sare à Urrugne. Le niveau le plus bas se situe presque à l'embouchure de l'Untxin, à l'endroit où le fleuve quitte la commune pour se jeter dans la baie de Saint-Jean-de-Luz.
Les contreforts des Pyrénées bordent la commune au sud, avec d'est en ouest la Rhune (Larrun, 900 m), la Petite Rhune (699 m), le Subizia, le Ziburu mendi (ou montagne de Cibourne, 411 m), le plateau d'Aire Leku (300 m), le Mokoa (354 m), le Batzarleku (395 m), l'Oneaga (382 m), le Munoa (353 m), le Bizkartu (499 m), un contrefort du Manddale à 570 m, le Xoldoko Gaïna (480 m) et le mont du Calvaire (275 m).
Le relief de la localité est le résultat de l’orogenèse qui a donné naissance aux Pyrénées actuelles, débutant il y a 80 millions d’années (MA) et s’étendant sur près de 50 MA ; le phénomène de plissement a atteint un paroxysme entre - 40 et - 30 MA.

#### Crétacé
| Période                                                    | Séries    | Étage         | Âge (Ma)       |
| ---------------------------------------------------------- | --------- | ------------- | -------------- |
| Paléogène                                                  | Paléocène | Danien        | Plus jeune     |
| Crétacé                                                    | Supérieur | Maastrichtien | 72.2 - 66.0    |
| Crétacé                                                    | Supérieur | Campanien     | 83.6 - 72.2    |
| Crétacé                                                    | Supérieur | Santonien     | 85.7 - 83.6    |
| Crétacé                                                    | Supérieur | Coniacien     | 89.8 - 85.7    |
| Crétacé                                                    | Supérieur | Turonien      | 93.9 - 89.8    |
| Crétacé                                                    | Supérieur | Cénomanien    | 100.5 - 93.9   |
| Crétacé                                                    | Inférieur | Albien        | 113.2 - 100.5  |
| Crétacé                                                    | Inférieur | Aptien        | 121.4 - 113.2  |
| Crétacé                                                    | Inférieur | Barrémien     | 125.77 - 121.4 |
| Crétacé                                                    | Inférieur | Hauterivien   | 132.6 - 125.77 |
| Crétacé                                                    | Inférieur | Valanginien   | 137.05 - 132.6 |
| Crétacé                                                    | Inférieur | Berriasien    | 143.1 - 137.05 |
| Jurassique                                                 | Malm      | Tithonien     | Plus âgé       |
| Subdivision de la période Crétacé selon l'UISG, août 2018. |           |               |                |

Durant le début du Crétacé inférieur, la zone observée reste émergée, alors que la mer subsiste à l’est, couvrant les actuels Arberoue et Arbaille, et que le massif de Biscaye auquel appartiennent alors les Cinco Villas occupe le golfe de Gascogne. Le mouvement d’étirement qui se produit à la fin du Crétacé inférieur morcelle l’écorce terrestre, et ouvre de larges sillons que la mer occupe. Durant l’Albien en effet, un large fossé marin forme d’est en ouest un domaine qui s’étend de Mauléon à Saint-Jean-de-Luz, se rétrécissant à l’approche du massif de Biscaye. C’est à cette époque que commence à se former le sillon de Saint-Jean-de-Luz, sous l’action des forces de distension. Le  Cénomanien voit le niveau moyen des océans s’élever.

### Hydrographie

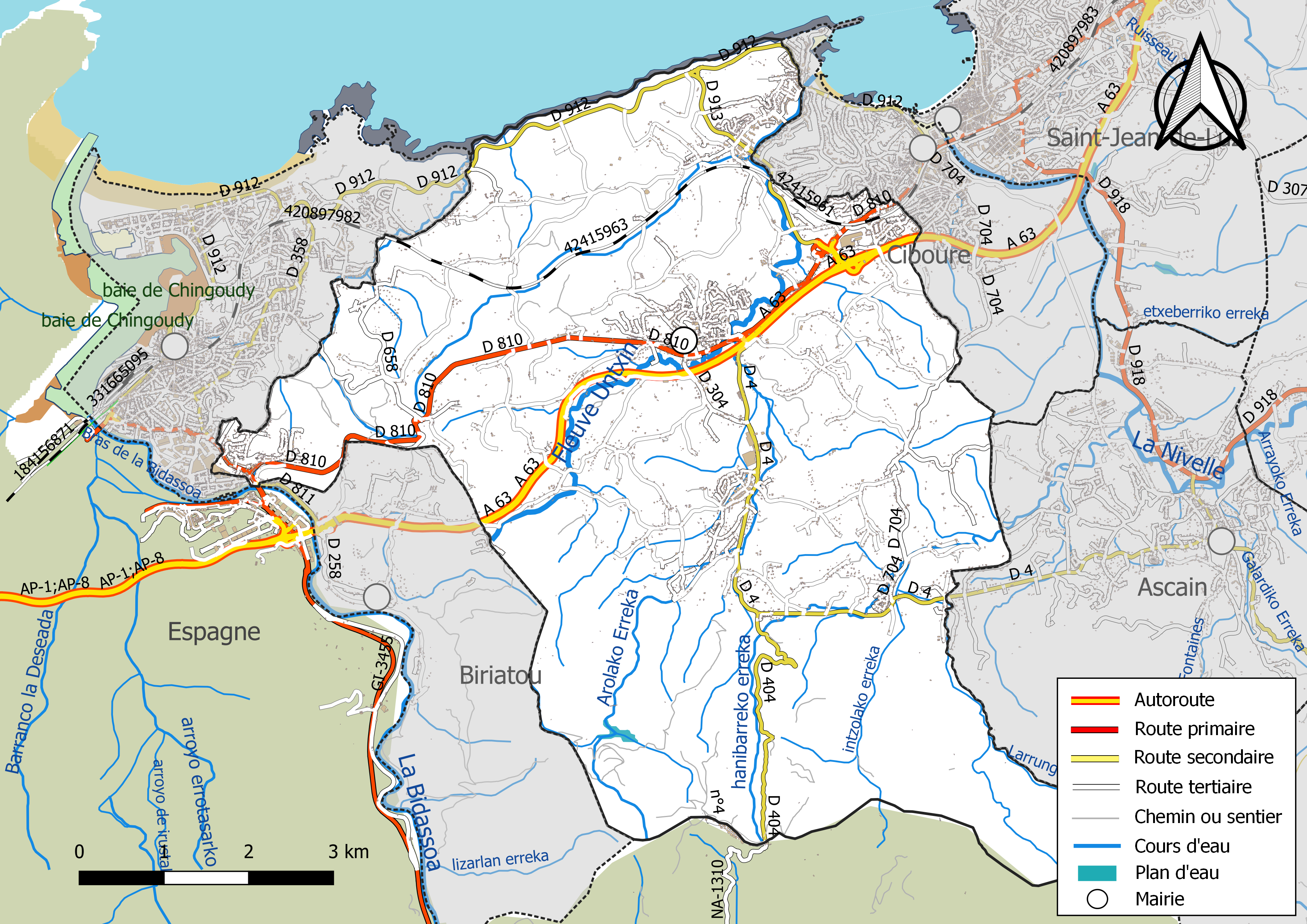
Réseaux hydrographique et routier d'Urrugne.

Le fleuve côtier l’Untxin prend naissance dans l'ouest de la commune et la traverse en direction nord-est, arrosant sur son passage le château d'Urtubie avant de se jeter dans la baie de Saint-Jean-de-Luz.
Arolako erreka, affluent de l'Untxin, prend lui aussi naissance sur Urrugne, sur les flancs du Manddale en limite sud de commune. Il reçoit ce dernier recevant sur la commune son propre tributaire Anduretako erreka.
La commune est également longée par la Bidassoa (sur moins de 100 mètres linéaires de cours d'eau), par l'Ibardinko erreka affluent de la Nivelle, et par Insolako erreka tributaire de Ibardinko erreka.
Larrungo erreka, tributaire d'Insolako erreka, arrose également la commune.
Un barrage a été construit sur Arrolako erreka, formant un lac d'environ 12,5 hectares entre les monts Xoldoko Gaïna au nord-ouest, Munoa au nord-est et Oneaga au sud.

### Climat
Pour des articles plus généraux, voir Climat de la Nouvelle-Aquitaine et Climat des Pyrénées-Atlantiques.
Historiquement, la commune est exposée à un micro climat océanique basque.  
En 2020, Météo-France publie une typologie des climats de la France métropolitaine dans laquelle la commune est exposée à un climat de montagne et est dans la région climatique Pyrénées atlantiques, caractérisée par une pluviométrie élevée (>1 200 mm/an) en toutes saisons, des hivers très doux (7,5 °C en plaine) et des vents faibles.
Pour la période 1971-2000, la température annuelle moyenne est de 14,3 °C, avec une amplitude thermique annuelle de 11,4 °C. Le cumul annuel moyen de précipitations est de 1 647 mm, avec 13,5 jours de précipitations en janvier et 8,9 jours en juillet. Pour la période 1991-2020, la température moyenne annuelle observée sur la station météorologique la plus proche, située sur la commune de Ciboure à 4 km à vol d'oiseau, est de 15,0 °C et le cumul annuel moyen de précipitations est de 1 521,3 mm,. Pour l'avenir, les paramètres climatiques de la commune estimés pour 2050 selon différents scénarios d’émission de gaz à effet de serre sont consultables sur un site dédié publié par Météo-France en novembre 2022.

### Milieux naturels et biodiversité

#### Espaces protégés
La protection réglementaire est le mode d’intervention le plus fort pour préserver des espaces naturels remarquables et leur biodiversité associée,.
Un  espace protégé est présent sur la commune : 
« Abbadia - Corniche Basque », un terrain acquis par le Conservatoire du Littoral, d'une superficie de 97,2 ha.

#### Réseau Natura 2000
Le réseau Natura 2000 est un réseau écologique européen de sites naturels d'intérêt écologique élaboré à partir des Directives « Habitats » et « Oiseaux », constitué de zones spéciales de conservation (ZSC) et de zones de protection spéciale (ZPS).
Trois sites Natura 2000 ont été définis sur la commune au titre de la « directive Habitats », : 
- « la Nivelle (estuaire, barthes et cours d'eau) », d'une superficie de 1 450 ha, un réseau hydrographique complet des sources de montagne à son estuaire[26] ;
- le « massif de la Rhune et de Choldocogagna », d'une superficie de 5 385 ha, présentant une variété des pentes et des expositions permettant la présence d'habitats secs à très humides. Par ailleurs il y a une importante dépression tourbeuse abritant de nombreuses plantes rares[27] ;
- le « domaine d'Abbadia et corniche basque », d'une superficie de 641 ha, élément de la Côte Basque rocheuse, le dernier site français où la lande littorale est bien représentée[28] et une au titre de la « directive Oiseaux »[25],[Carte 2] :
- l'« estuaire de la Bidassoa et baie de Fontarabie », d'une superficie de 9 457 ha, un estuaire enclavé dans l'urbanisation, présentant des surfaces découvertes aux marées basses favorables aux oiseaux migrateurs[29].

#### Zones naturelles d'intérêt écologique, faunistique et floristique
L’inventaire des zones naturelles d'intérêt écologique, faunistique et floristique (ZNIEFF) a pour objectif de réaliser une couverture des zones les plus intéressantes sur le plan écologique, essentiellement dans la perspective d’améliorer la connaissance du patrimoine naturel national et de fournir aux différents décideurs un outil d’aide à la prise en compte de l’environnement dans l’aménagement du territoire.
Trois ZNIEFF de type 1 sont recensées sur la commune, : 
- les « falaises et landes littorales de la corniche basque et du domaine d'Abbadia » (79,53 ha), couvrant 2 communes du département[31] ;
- le « lande d'Etxan » (6,51 ha)[32],
- les « zones tourbeuses, landes et pelouses, du mont Xoldokocana au col d'Ibardin » (1 091,05 ha), couvrant 2 communes du département[33] ;

et trois ZNIEFF de type 2,, : 
- le « littoral basque entre Socoa et Hendaye » (367,35 ha), couvrant 2 communes du département[34] ;
- les « mont choldokogagna, Larrun et fond du bassin de Sare » (5 993,96 ha), couvrant 4 communes du département[35] ;
- le « réseau hydrographique et basse vallée de la Nivelle » (763,72 ha), couvrant 9 communes du département[36].

## Urbanisme

### Typologie
Au 1er janvier 2025, Urrugne est catégorisée ceinture urbaine, selon la nouvelle grille communale de densité à sept niveaux définie par l'Insee en 2022.
Elle appartient à l'unité urbaine de Bayonne (partie française), une agglomération internationale regroupant 28  communes, dont elle est une commune de la banlieue,,. Par ailleurs la commune fait partie de l'aire d'attraction d'Hendaye (partie française), dont elle est une commune de la couronne,. Cette aire, qui regroupe 3 communes, est catégorisée dans les aires de moins de 50 000 habitants,.
La commune, bordée par l'océan Atlantique, est également une commune littorale au sens de la loi du 3 janvier 1986, dite loi littoral. Des dispositions spécifiques d’urbanisme s’y appliquent dès lors afin de préserver les espaces naturels, les sites, les paysages et l’équilibre écologique du littoral, tel le principe d'inconstructibilité, en dehors des espaces urbanisés, sur la bande littorale des 100 mètres, ou plus si le plan local d’urbanisme le prévoit.

### Occupation des sols

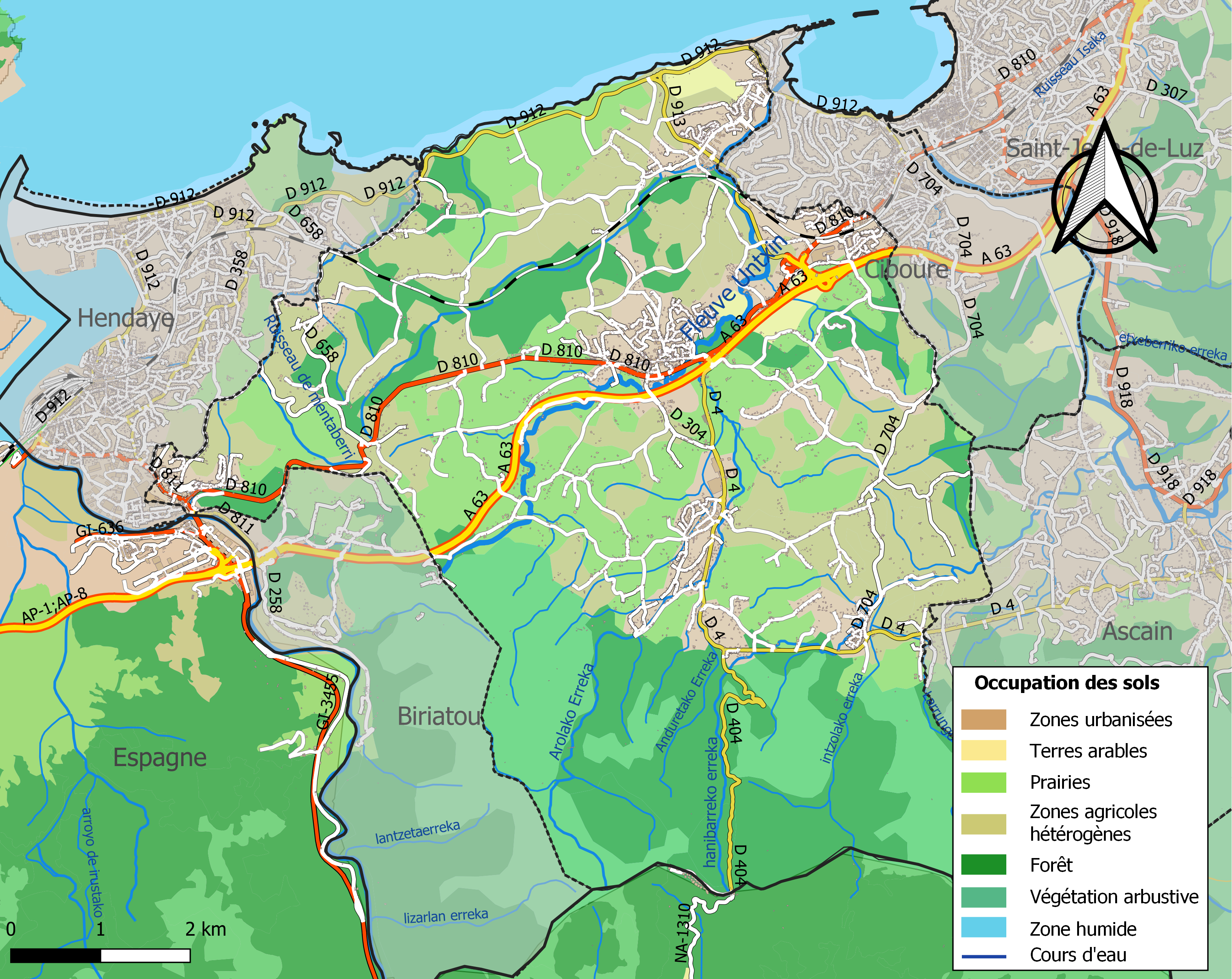
Carte des infrastructures et de l'occupation des sols de la commune en 2018 (CLC).

L'occupation des sols de la commune, telle qu'elle ressort de la base de données européenne d’occupation biophysique des sols Corine Land Cover (CLC), est marquée par l'importance des territoires agricoles (49,2 % en 2018), en diminution par rapport à 1990 (55,3 %). La répartition détaillée en 2018 est la suivante : 
zones agricoles hétérogènes (24 %), prairies (23,8 %), forêts (22,3 %), milieux à végétation arbustive et/ou herbacée (15,4 %), zones urbanisées (11,6 %), terres arables (1,3 %), zones industrielles ou commerciales et réseaux de communication (1 %), zones humides côtières (0,6 %). L'évolution de l’occupation des sols de la commune et de ses infrastructures peut être observée sur les différentes représentations cartographiques du territoire : la carte de Cassini (XVIIIe siècle), la carte d'état-major (1820-1866) et les cartes ou photos aériennes de l'IGN pour la période actuelle (1950 à aujourd'hui).

### Morphologie urbaine

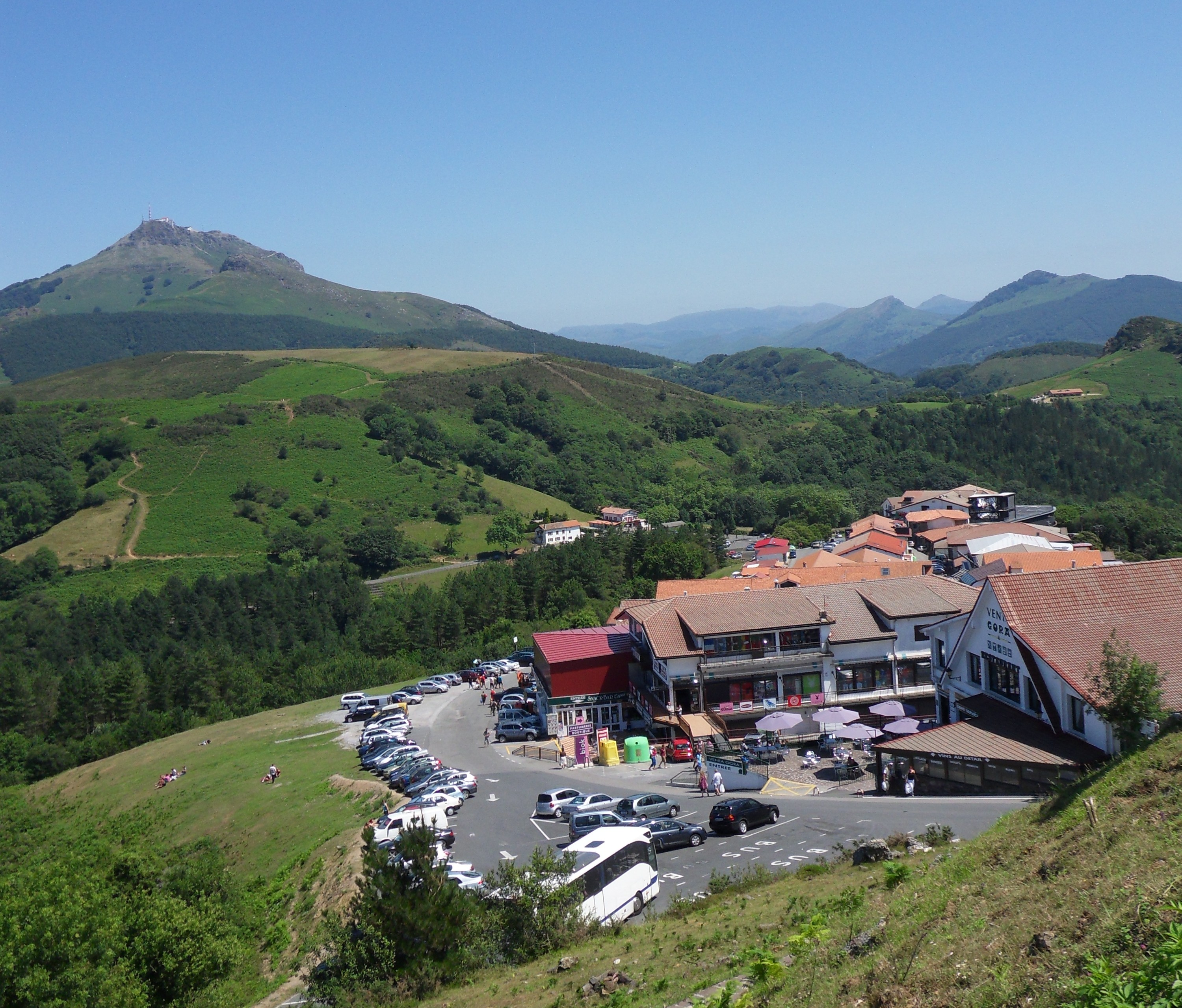
Col d'Ibardin.

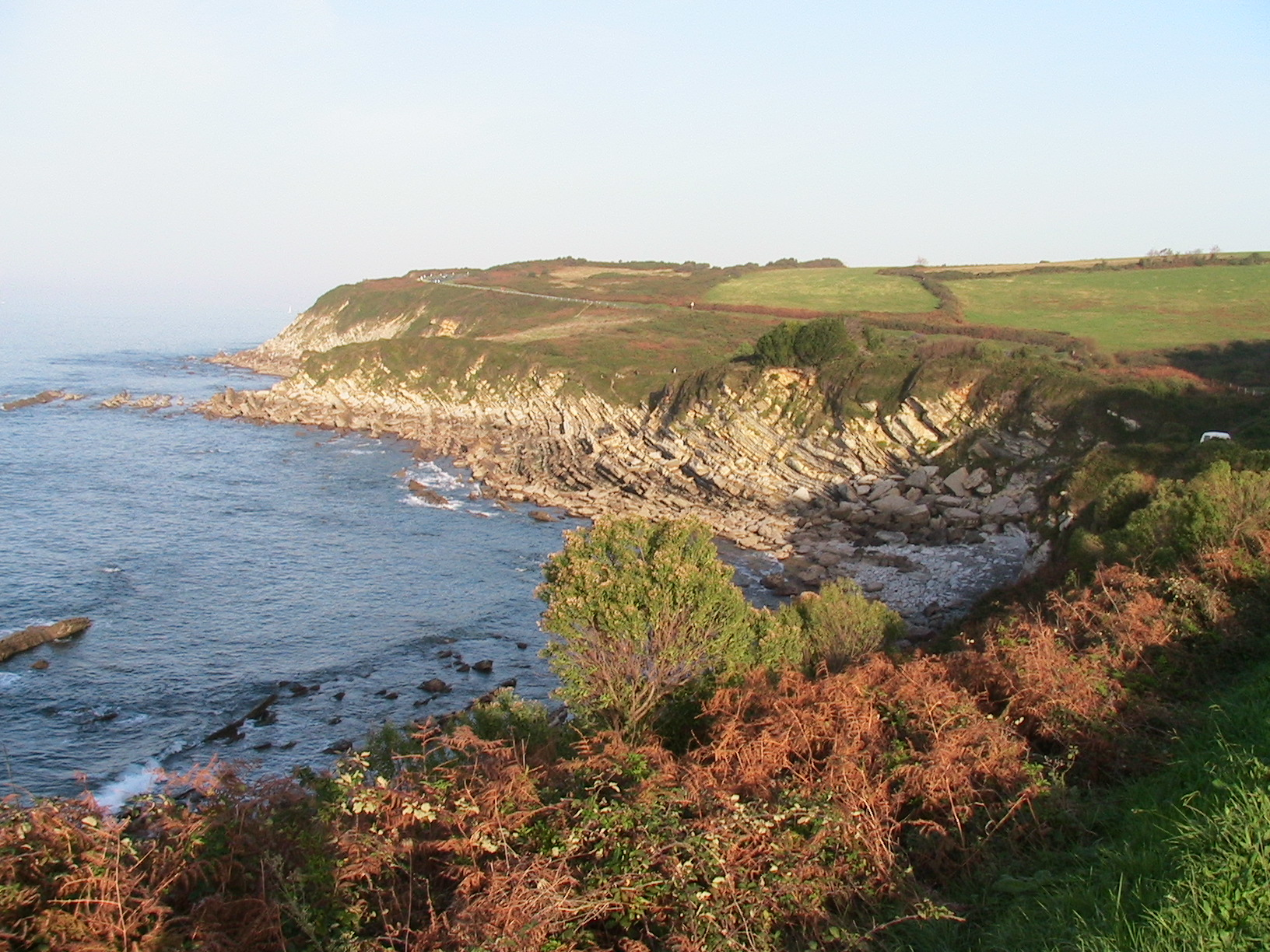
Erlaïtza, la corniche basque.

Le col d'Ibardin, une partie du quartier de Socoa (Zokoa) (43° 23′ 28″ N, 1° 41′ 16″ O) et le hameau frontalier de Béhobie (43° 20′ 46″ N, 1° 45′ 45″ O) dépendent administrativement d'Urrugne.

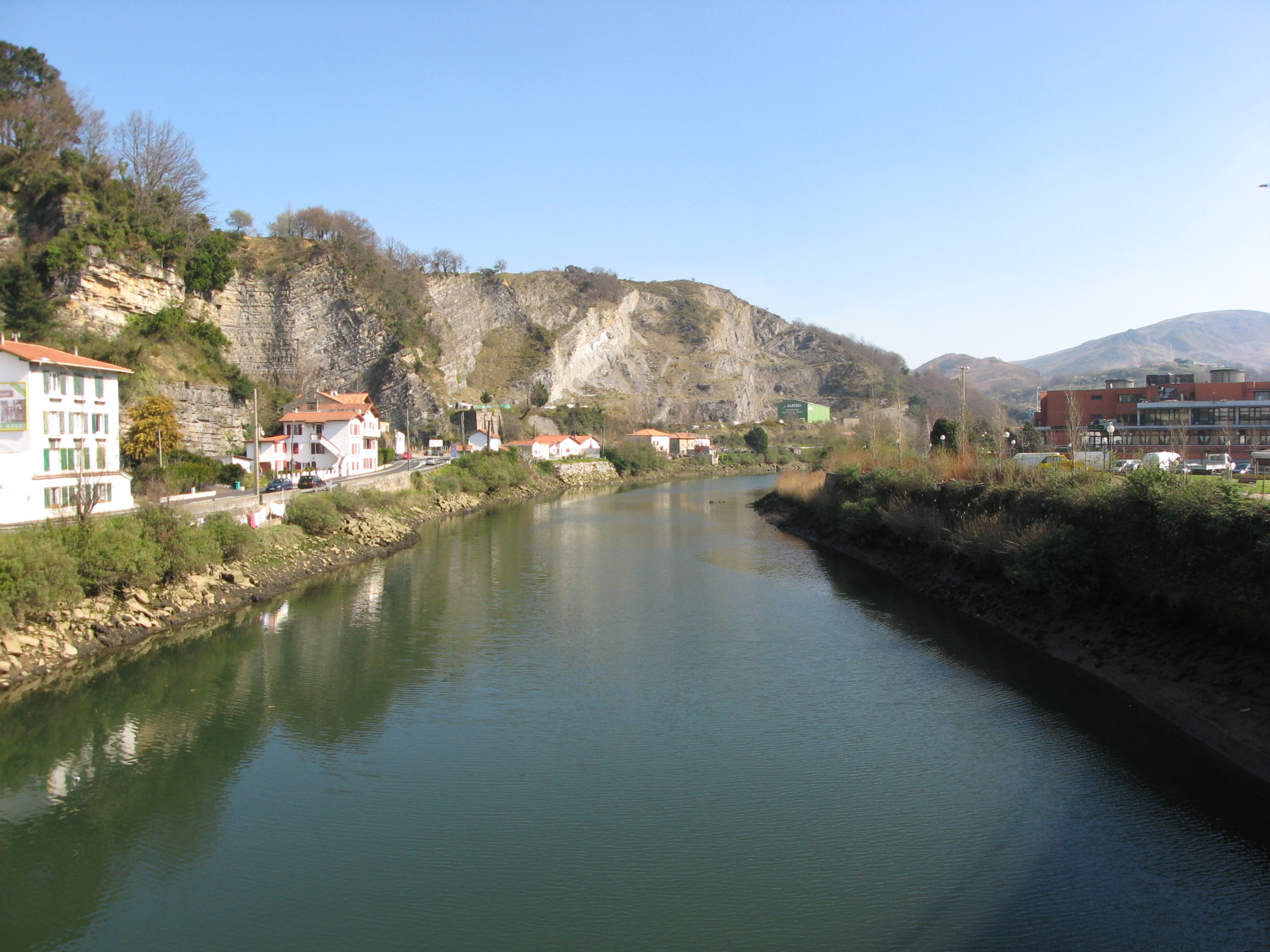
La Bidassoa depuis le pont de Béhobie - vue sur Biriatou à gauche et Irun (Esp.) à droite.

La mairie d'Urrugne découpe la commune en sept quartiers :
- Socoa / Corniche ;
- Bourg ;
- Kechiloa / Choucoutoun ;
- Croix des Bouquets / Route d'Espagne ;
- Béhobie ;
- Mendichoko ;
- Olhette / Helboure.

### Logement
Le nombre de logements d'Urrugne a été estimé à 4 145 en 2007. Ces logements d'Urrugne se composent de 3 044 résidences principales, 884 résidences secondaires ou occasionnels ainsi que 217 logements vacants..

### Projets d'aménagement
Le plan local d'urbanisme (PLU) en vigueur en mai 2015 est celui de 2007, la révision votée le 25 juin 2013 ayant été annulée par le tribunal administratif de Pau. Il est établi en conformité avec le schéma de cohérence territoriale (SCOT) approuvé par l’agglomération Sud Pays basque le 5 novembre 2005.
D'autre part, un programme local de l'habitat (PLH), rédigé au sein de l’agglomération de communes, est en vigueur depuis le 8 octobre 2009 ; selon ce document, Urrugne est située dans un secteur en développement, ce qui induit localement des contraintes en termes de logements sociaux, de politique foncière et de développement durable en matière d’habitat.

### Voies de communication et transports

#### Voies de communication

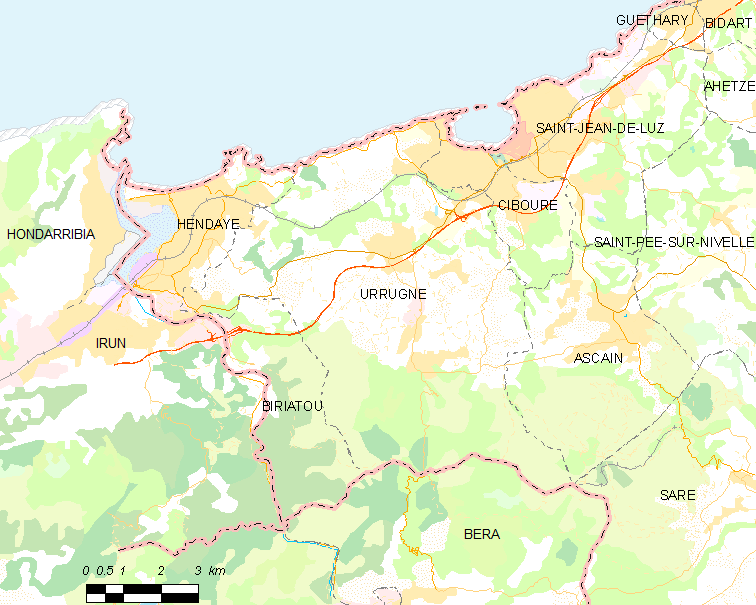
Frontières d’Urrugne avec les communes limitrophes. Le trait rouge avec pointillés noirs indique la position de la frontière entre l'Espagne et la France. Le trait rouge qui part du coin supérieur droit indique l’autoroute A63.

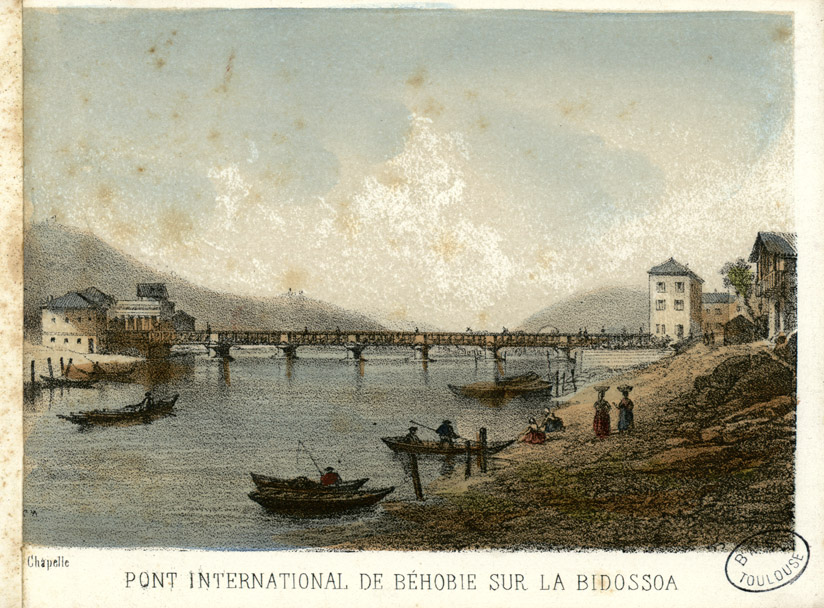
Pont international de Béhobie sur la Bidassoa, vu depuis l'amont (19e siècle

Urrugne est desservie par la D 810 (anciennement route nationale 10) parallèle à la côte atlantique et qui traverse la commune du nord-est au sud-ouest de Saint-Jean-de-Luz à Hendaye. Cette route débouche sur le pont international de Béhobie, donnant accès à l'Espagne, à l'instar de la route D 404 qui mène au Col d’Ibardin.
Elle est également traversée sur le même axe par l'autoroute A63, l'autoroute de la côte basque, qui relie Pessac (Bordeaux) à Hendaye (échangeur de Biriatou) et au-delà à Bilbao, Burgos, Saragosse et autres villes d'Espagne. Urrugne dispose d'une sortie (la numéro 2, entrée et sortie dans les deux directions) sur le territoire de la commune qui dessert également Saint-Jean-de-Luz, Ciboure et Hendaye-Plage. L'aire de repos d'Urrugue se trouve également sur la commune.
Le sentier de grande randonnée GR10 passe dans la pointe sud de la commune, traversant toute la chaîne des Pyrénées de l'Atlantique à la Méditerranée.
La voie de Soulac, un des chemins de Compostelle parfois appelé le sentier des Bretons (y compris les Bretons venant de l'Angleterre d'alors), passe par Urrugne où l'on trouve un gîte pèlerin, le « Xaharrenia ».
Le col d'Ibardin est accessible à partir d'Urrugne.

#### Transports
Urrugne est traversée par la ligne de chemin de fer de Bordeaux à Irun reliant Paris à l'Espagne et au Portugal, et est située entre les gares de Saint-Jean-de-Luz/Ciboure (4,4 km ou 6 min par le bus n° 816) et d'Hendaye (8,6 km ou 10 min par le même bus).
La commune est desservie par les lignes 3, 39 et 43 du réseau de bus Txik Txak.

### Risques naturels
D'après le Dossier Départemental sur les Risques Majeurs (5) des Pyrénées-Atlantiques, ont été recensés sur la commune de Urrugne les risques naturels suivants :
- Inondations avec risque de submersion marine
- Feux de forêt
- Effondrement de carrières souterraines (2 cavité(s) présente(s))
- Glissements de terrain
- Tempêtes
- Risques sismiques (sévérité 3 - Modérée)

La commune de « Urrugne » est comprise dans un Territoire à Risque important d'Inondation (6).

#### Zonages sismiques
Urrugne est classé en zone sismique de niveau 3 - Modérée (7)

#### Séismes depuis 1980
D'après le Réseau National de Surveillance Sismique, le plus fort séisme survenu à Urrugne entre 1980 et 2015 était de magnitude « 1.2 » le mercredi 07/04/2010.
Les séismes dont l'épicentre ne se situait pas sur la commune n'ont pas été répertoriés même s'ils ont été ressentis.(8)

## Toponymie
Déjà mentionné en 1083, le toponyme Urrugne apparaît ensuite sous les formes 
Sanctus-Vincentius de Urruina, villa Urrungia et Orroina (respectivement vers 1140, XIIe siècle et 1235, cartulaire de Bayonne), 
Orroigna (1249),
Urruyne (1342, rôles gascons), 
Urrunhe (1511, collection Duchesne volume CV, feuillet 287), 
Urruinhe (1519, archives de l'Empire, J 867, no 10),
Urruigne (1552, titres du Labourd),
Ourogne (1650, carte du Gouvernement Général de Guienne et Guascogne et Pays circonvoisins) et Orogne (Carte des Pays Basques de France et d'Espagne).
Son nom basque actuel est Urruña, et le gentilé est Urruñar.

## Histoire

### Moyen Âge et époque moderne
Urrugne était la seule paroisse entre Nivelle et Bidassoa, et le seigneur d'Urtubie en avait la jurisdiction spirituelle et temporelle. Ciboure obtint son autonomie religieuse en 1555 et se détacha de l'église matrice. Hendaye fit de même en 1598.
La maison d'Urtubie devint une vicomté en 1654. Ses possessions s'étendaient sur une partie des terres, moulins, métairies, maisons, vignes et bois des communes d'Urrugne, Saint-Jean-de-Luz (Fagosse), Olhette, Béhobie, Socoa et Ciboure.

### Révolution française et Empire
Paul Raymond note qu'Urrugne fut en 1790 le chef-lieu d'un canton comprenant Biriatou, Hendaye et Urrugne, et dépendant du district d'Ustaritz.

### Époque contemporaine

Itinéraires employés par la ligne Comète pour franchir les Pyrénées.

Lors de la Seconde Guerre mondiale, la ferme de Frantxia Haltzuet, Bidegain Berri, était la dernière étape de la filière d'évasion Comète avant le passage des Pyrénées. Des passeurs basques, comme Florentino Goikoetxea, y prenait en charge des groupes d'aviateurs alliés pour les conduire en Espagne. Arrivés au consulat britannique à Bilbao, ils étaient rapatriés en Angleterre via Gibraltar. Près de 800 aviateurs empruntèrent cette filière d'évasion. Le 15 janvier 1943, Andrée De Jongh, cofondatrice du réseau, Frantxia Haltzuet et trois pilotes sont dénoncés par un valet de ferme, Donato Errasti (eu). Ils sont appréhendés par les Allemands et déportés. Chaque année, une traversée des Pyrénées commémore l'action de ces résistants,.

## Politique et administration

### Liste des maires
| Période                                  | Période               | Identité                           | Étiquette  | Qualité |
| ---------------------------------------- | --------------------- | ---------------------------------- | ---------- | --- |
| Les données manquantes sont à compléter. |                       |                                    |            | |
| 1856                                     | 1911 (décès)          | Thomas-Henri de Larralde-Diustéguy | Droite     | Conseiller général du canton de Saint-Jean-de-Luz (1871 → 1911)                                                                                                   |
| 1912                                     | 1928                  | Charles Petit                      |            | |
| 1929                                     | 1944                  | Bernard de Coral                   | FR         | Député des Pyrénées-Atlantiques (1935 → 1940) |
| novembre 1944                            | avril 1945            | Frédéric Sorçabal                  |            | |
| mai 1945                                 | août 1945             | Bernard de Coral                   | DVD        | Ancien député des Pyrénées-Atlantiques (1935 → 1940) |
| août 1945                                | octobre 1947          | Louis Semper                       |            | |
| octobre 1947                             | mars 1965             | Bernard de Coral                   | DVD        | Ancien député des Pyrénées-Atlantiques (1935 → 1940) Conseiller général du canton de Saint-Jean-de-Luz (1951 → 1964)                                              |
| mars 1965                                | mars 1977             | René Soubelet                      |            | |
| mars 1977                                | août 2002 (démission) | Daniel Poulou                      | DR RPR     | Directeur de société Député de la 6e circonscription des Pyrénées-Atlantiques (1993 → 1995) Conseiller général du canton d'Hendaye (1981 → 1988 puis 2001 → 2008) |
| août 2002                                | mars 2008             | Léon Marin                         | DVD        | |
| mars 2008                                | juillet 2020          | Odile de Coral                     | DVD UMP-LR | Administratrice de sociétés Membre du Conseil permanent de la Communauté du Pays Basque                                                                           |
| juillet 2020                             | En cours              | Philippe Aramendi                  | EHBAI      | |

### Politique environnementale
Lors des élections municipales de 2020, la liste élue a signé le Pacte de Métamorphose de Bizi! qui engage les signataires à agir pour la transition dans les domaines de la mobilité, de l'alimentation, de l'habitat, de l'énergie et de l'économie locale et circulaire. À l'issue du rapport de suivi 2021, la commune s'est vu attribuer un score de métamorphose de 0,6 sur 4 et lors du rapport de mi-mandat en 2023, le score était de 0,9 sur 4.

### Intercommunalité

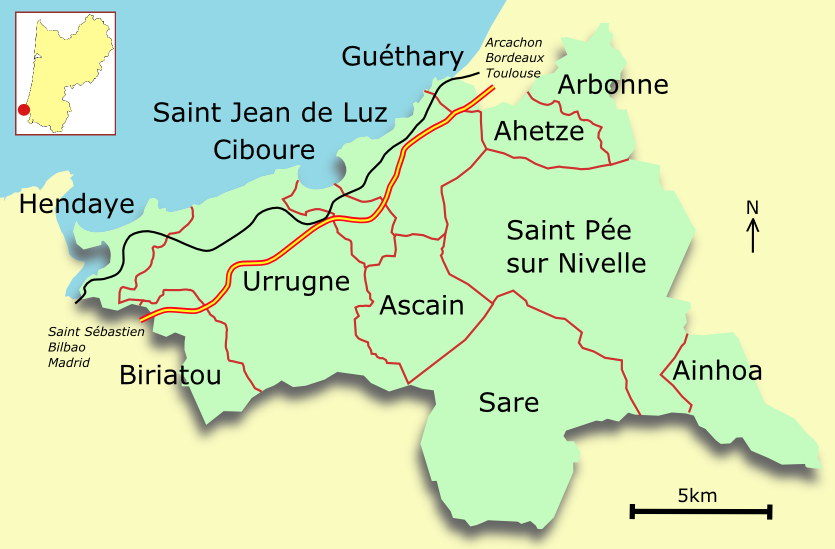
Les douze communes de l’agglomération Sud Pays basque.

Urrugne fait partie de huit structures intercommunales. L'agglomération Sud Pays basque, dont le siège est situé dans la commune et à laquelle le conseil municipal a décidé d’adhérer le 21 novembre 2005, est compétente en matière d’assainissement collectif et non collectif. Elle s’occupe également du schéma de cohérence territoriale (SCOT), de la création et de la gestion de zones d’activités, ainsi que de réserves foncières et de zones d’aménagement différé (ZAD) et concerté (ZAC) et de lotissements. Sa compétence s’étend au développement économique et au tourisme, au logement et au cadre de vie. Enfin, la lutte contre les inondations et la gestion de la voirie intercommunale font également partie de ses attributions.
Le traitement des déchets est assuré par le syndicat mixte Bil Ta Garbi.
Le syndicat intercommunal d'aménagement de la basse vallée de l'Untxin et de voirie de Ciboure et Urrugne, syndicat intercommunal à vocations multiples (SIVOM), siège dans cette dernière localité. Outre ses compétences en matière de voirie, il s’occupe plus particulièrement des travaux d'aménagement de la ZAC de l'Untxin.
Le syndicat d'énergie des Pyrénées-Atlantiques (SDEPA) est un syndicat à compétence départementale de distribution d’énergies, créé en 1949 avec pour mission initiale le traitement de toutes les questions relatives à l’électrification rurale. À Urrugne, il assure en particulier la gestion de l’éclairage public, ainsi que le développement, le renforcement et la l’extension des réseaux électriques souterrains.
Le syndicat intercommunal à vocation unique (SIVU) des écoles maternelles et primaires de Ciboure et d'Urrugne prend en charge la gestion du regroupement pédagogique des écoles maternelles et primaires des deux communes en matière d’activités scolaires et périscolaires ainsi que d’aide matérielle ; il s’occupe en particulier du groupe scolaire de Socoa. De même, le syndicat intercommunal des écoles de Joncaux et de Béhobie prend en charge les problèmes scolaires de même nature de ces deux quartiers de la localité. Le SIVU Errebi, dont la compétence couvre de manière générale les activités sociales et de création et de gestion de maisons de retraites, s’intéresse plus particulièrement à la gestion de la maison de retraite Etxetoa.
Les compétences du syndicat intercommunal pour le soutien à la culture basque, auquel adhère la localité, ont été transférées à la communauté de communes. Ce syndicat est un établissement public administratif fondé en 1991, siégeant à Bayonne, et dont les compétences se déclinent en matière d’activités culturelles et socioculturelles.
La commune, à l’instar de 24 autres communes françaises et 17 municipalités espagnoles, fait partie de l'Eurocité basque Bayonne - San Sebastian. L’objectif de cette structure est la création d’une métropole européenne — qui, en l’état actuel, regroupe près de 600 000 habitants —, par la mise en commun de moyens techniques et politiques concernant « les infrastructures, les services urbains et les instruments de gouvernement ».

### Jumelages
Urrugne est jumelée avec :
- Sulzbach am Main (Allemagne) depuis 1980[67].

## Population et société

### Démographie
L'évolution du nombre d'habitants est connue à travers les recensements de la population effectués dans la commune depuis 1793. Pour les communes de plus de 10 000 habitants les recensements ont lieu chaque année à la suite d'une enquête par sondage auprès d'un échantillon d'adresses représentant 8 % de leurs logements, contrairement aux autres communes qui ont un recensement réel tous les cinq ans,.

En 2022, la commune comptait 10 594 habitants, en évolution de +5,99 % par rapport à 2016 (Pyrénées-Atlantiques : +3,78 %, France hors Mayotte : +2,11 %).
| 1793  | 1800  | 1806  | 1821  | 1831  | 1836  | 1841  | 1846  | 1851  |
| ----- | ----- | ----- | ----- | ----- | ----- | ----- | ----- | ----- |
| 2 134 | 2 090 | 2 444 | 1 892 | 3 067 | 3 478 | 3 630 | 3 633 | 3 685 |

| 1856  | 1861  | 1866  | 1872  | 1876  | 1881  | 1886  | 1891  | 1896  |
| ----- | ----- | ----- | ----- | ----- | ----- | ----- | ----- | ----- |
| 3 578 | 3 566 | 3 810 | 3 390 | 3 629 | 3 710 | 3 831 | 3 819 | 3 666 |

| 1901  | 1906  | 1911  | 1921  | 1926  | 1931  | 1936  | 1946  | 1954  |
| ----- | ----- | ----- | ----- | ----- | ----- | ----- | ----- | ----- |
| 3 003 | 3 048 | 3 348 | 3 360 | 3 739 | 3 786 | 3 577 | 3 514 | 3 879 |

| 1962  | 1968  | 1975  | 1982  | 1990  | 1999  | 2006  | 2011  | 2016  |
| ----- | ----- | ----- | ----- | ----- | ----- | ----- | ----- | ----- |
| 3 922 | 4 245 | 4 571 | 4 894 | 6 098 | 7 043 | 7 668 | 8 946 | 9 995 |

| 2021   | 2022   | - | - | - | - | - | - | - |
| ------ | ------ | - | - | - | - | - | - | - |
| 10 543 | 10 594 | - | - | - | - | - | - | - |

La commune fait partie de l'aire d'attraction d'Hendaye.

### Enseignement
La commune dispose de trois écoles primaires publiques (écoles du bourg, d'Olhette et de Socoa), de deux écoles primaires privées (écoles de l'Immaculée-Conception et Saint-François-Xavier) et d'une ikastola (école basque).

### Vie culturelle et sportive

#### Manifestations culturelles et festivités
Les fêtes d’Urrugne, appelées « Bixintxo » du nom de St Vincent de Xaintes, patron de la paroisse, se déroulent traditionnellement sur 5 jours, à partir du 1er week-end de Septembre.

#### Sports
L'association sportive Urruñarrak évolue en championnat de France rugby à XV de 3e division fédérale.
Cette association a une division de handball qui a une équipe senior féminine qui évolue aujourd'hui en nationale 3.

### Santé
La ville d’Urrugne dispose de 3 pharmacies dont une au E.Leclerc et 2 dans le centre. Il n’y a pas d’hôpital à Urrugne, les hôpitaux les plus proches sont l’Hôpital Marin d’Hendaye ou l’Hôpital de la Côte Basque a Saint-Jean-de-Luz. Urrugne dispose aussi de cabinets de médecin généraliste et de cabinets de dentiste.

## Économie

### Entreprises et commerces
La proximité de la frontière espagnole, de l'échangeur autoroutier sur l'axe Paris-Bordeaux-Espagne et de grands pôles urbains (Eurocité basque Bayonne - San Sebastian, aire urbaine de Bayonne), font d'Urrugne un lieu privilégié pour l'implantation d'entreprises. La commune en héberge plus de 1 000, parmi lesquelles les plus gros employeurs sont répartis principalement sur les quatre zones artisanales / industrielles de son territoire : 
Berroueta (45 entreprises, 650 emplois sur 17,2 hectares),
Bittola (10 entreprises dont les transports Etcheto et fils, 50 emplois sur 11 hectares),
Martin Zaharenia (16 entreprises dont les artisans Amado, Beauté club International, Cobra watercraft et d'autres, 35 emplois sur 1,7 hectare)
et Putillenea (20 entreprises, 100 emplois sur 1,9 hectare). Le centre commercial E.Leclerc propose en plus de son hypermarché une galerie marchande où se trouvent des enseignes telles que Krys, Bonobo, Beauty Success, Mim, etc. Ce centre commercial est accessible depuis la sortie d’autoroute Saint-Jean-de-Luz Sud.
Neuf des 17,2 hectares de la zone artisanale de Berrouetta sont occupés depuis 1997 par l'usine Signature-Neuhaus, leader national dans la fabrication de signalisation routière et principal employeur sur la commune avec plus de 300 salariés.
L'entreprise Traimeca-Pyro, un des leaders mondiaux dans le domaine très spécialisé de l'usinage de gaines pyrométriques, y fabrique des pièces uniques de haute précision servant à mesurer la température aux différents stades du traitement des produits pétrolifères et des gaz ; ses produits sont demandés essentiellement par les grands groupes internationaux (Total, British Petroleum, Shell).
La zone artisanale de Berrouetta héberge également un grand nombre d'artisans et de commerces et est équipée d'un centre d'affaires proposant la location de bureaux pour les activités de services.
Celle de Putillenea est plus orientée vers le commerce (Lidl, Les Briconautes) avec de nombreux métiers de bouche (« Maison Pariès », restaurant « Milsesker », boulangerie « Aux délices d’Amatxi »).
Outre les multiples entreprises installées sur son territoire, la commune partage aujourd'hui son activité entre l'agriculture et le tourisme. Elle fait partie de la zone d'appellation (AOC) de l'ossau-iraty, un fromage au lait de brebis à pâte pressée non cuite.
Des carrières de gypse ont permis la production de plâtre.

### Tourisme
Urrugne offre une grande diversité de paysages allant de la montagne aux falaises de la fameuse Corniche Basque surplombée par le sentier du littoral. De plus, Urrugne possède une frontière avec l'Espagne ce qui lui met dans une position avantageuse pour le tourisme. Urrugne possède de nombreux campings soit près de la corniche, d’Ibardin ou d’Hendaye et de l’Espagne. Cet diversité de paysage lui favorise du plan touristique avec l’implantation d’installation  comme l’Office de Tourisme face à l’église. Ou d’attraction comme « Le Parc Aventure Oihana », ou bien le « Centre de Tourisme Équestre ».

## Culture locale et patrimoine
Urrugne compte 7 monuments répertoriés à l'inventaire des monuments historiques et 317 lieux et monuments répertoriés à l'inventaire général du patrimoine culturel. Par ailleurs, elle compte 9 objets répertoriés à l'inventaire des monuments historiques.

### Patrimoine civil et militaire

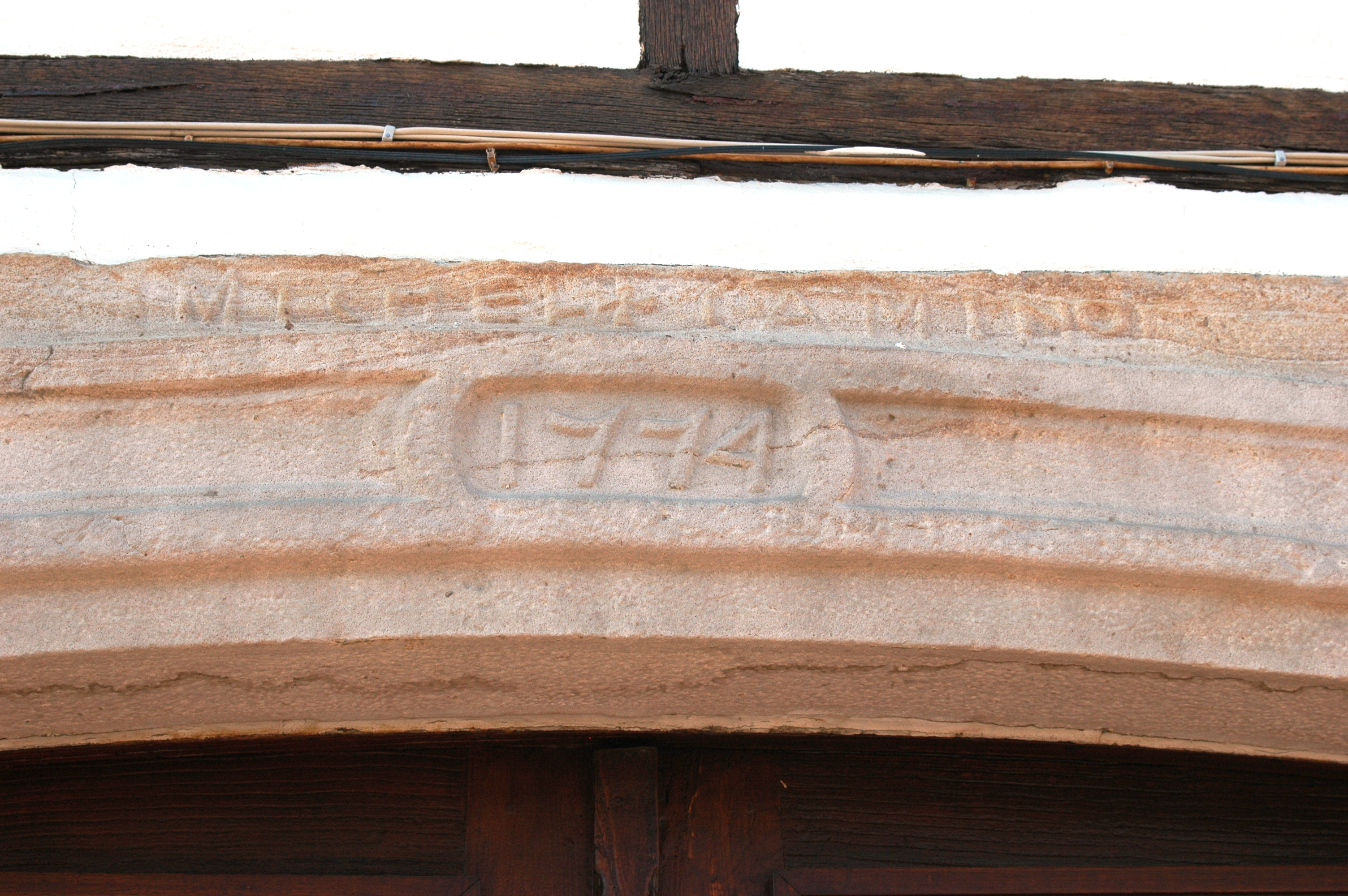
Linteau sculpté.

La redoute dite Louis XIV fut utilisée pendant la guerre franco-espagnole de 1793-1795.
La redoute de Bortuste, fut utilisée par le maréchal Soult en 1813, face à l'armée britannique, tout comme la redoute dite de la Bayonnette et la redoute dite des Émigrés.
Le château d'Urtubie date des XIVe, XVIe et XVIIe siècles. Il recèle des tentures, inscrites à l'inventaire du ministère de la Culture. La villa Mendichka, au lieu-dit Goyeix, est inscrite aux monuments historiques ;

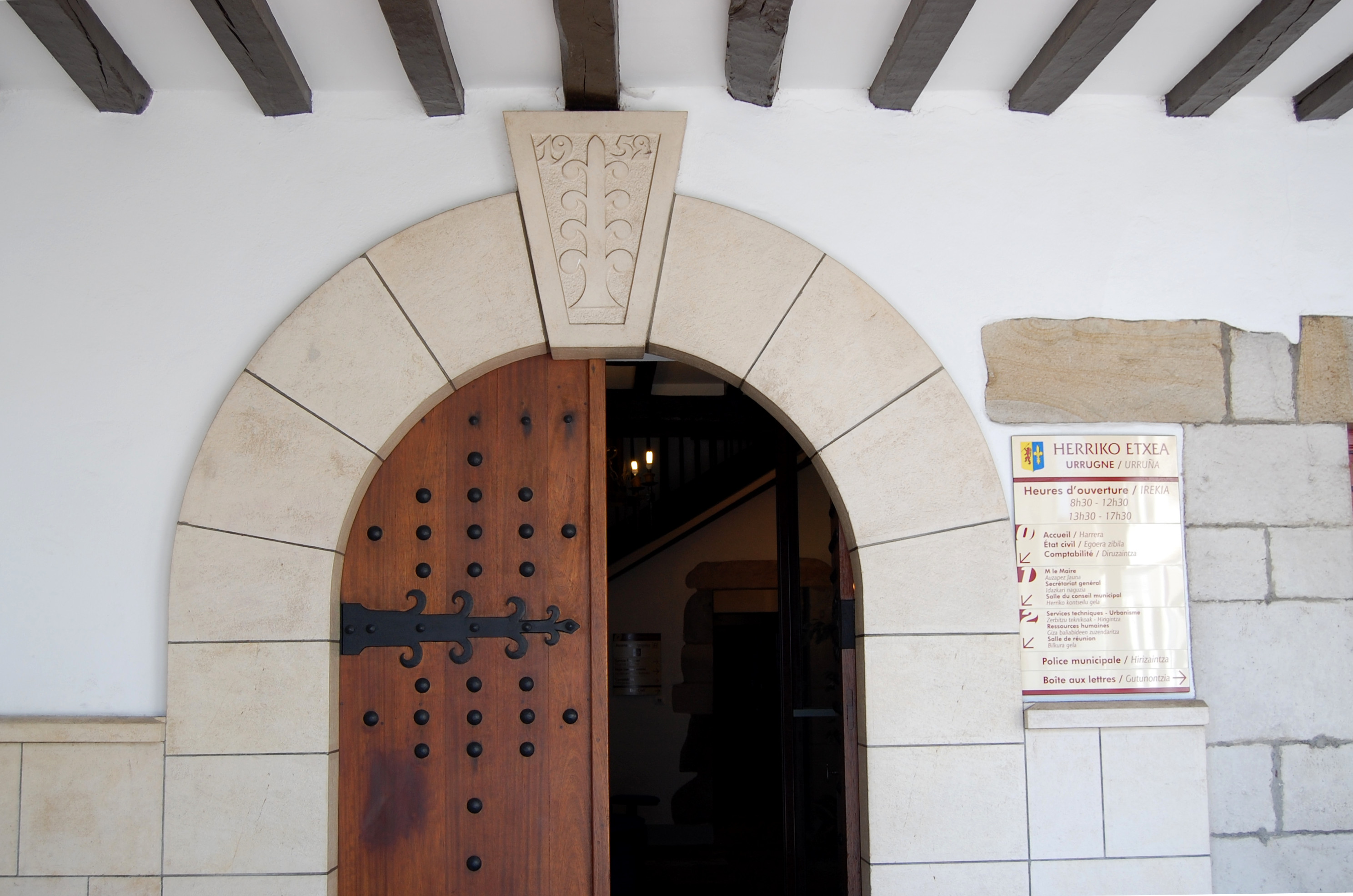
Entrée de la mairie.
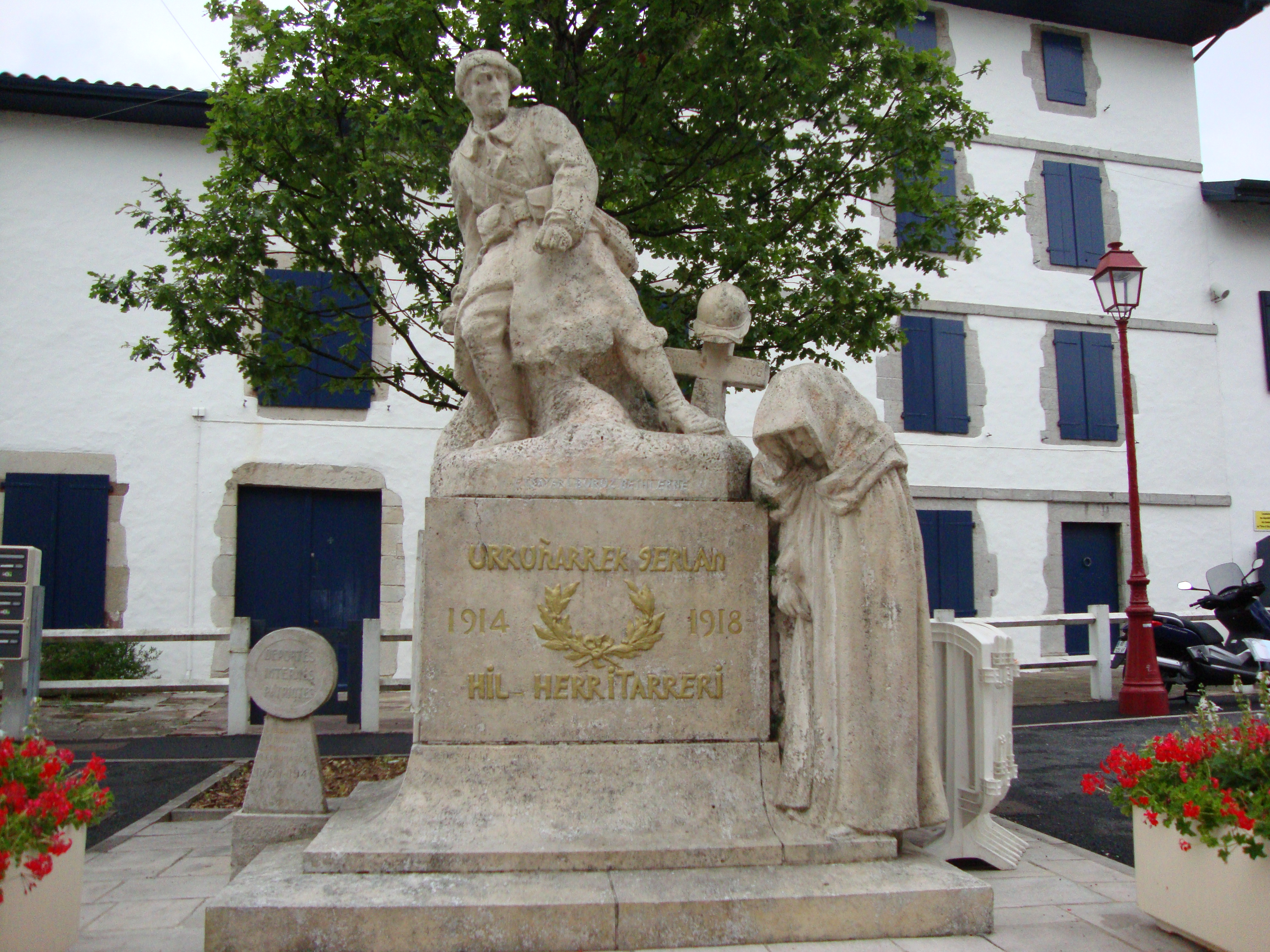
Monument aux morts.
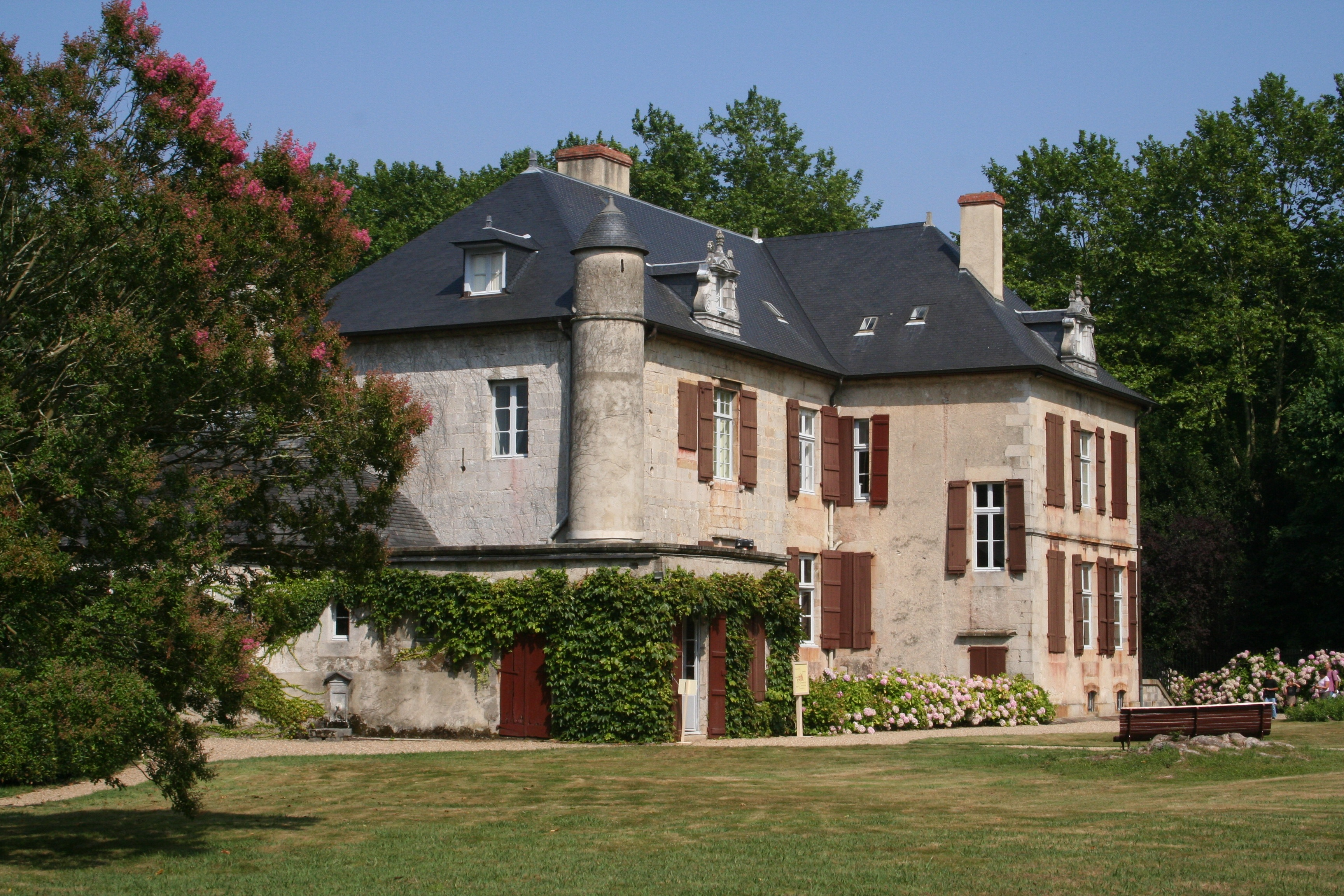
Château d'Urtubie.

### Patrimoine religieux

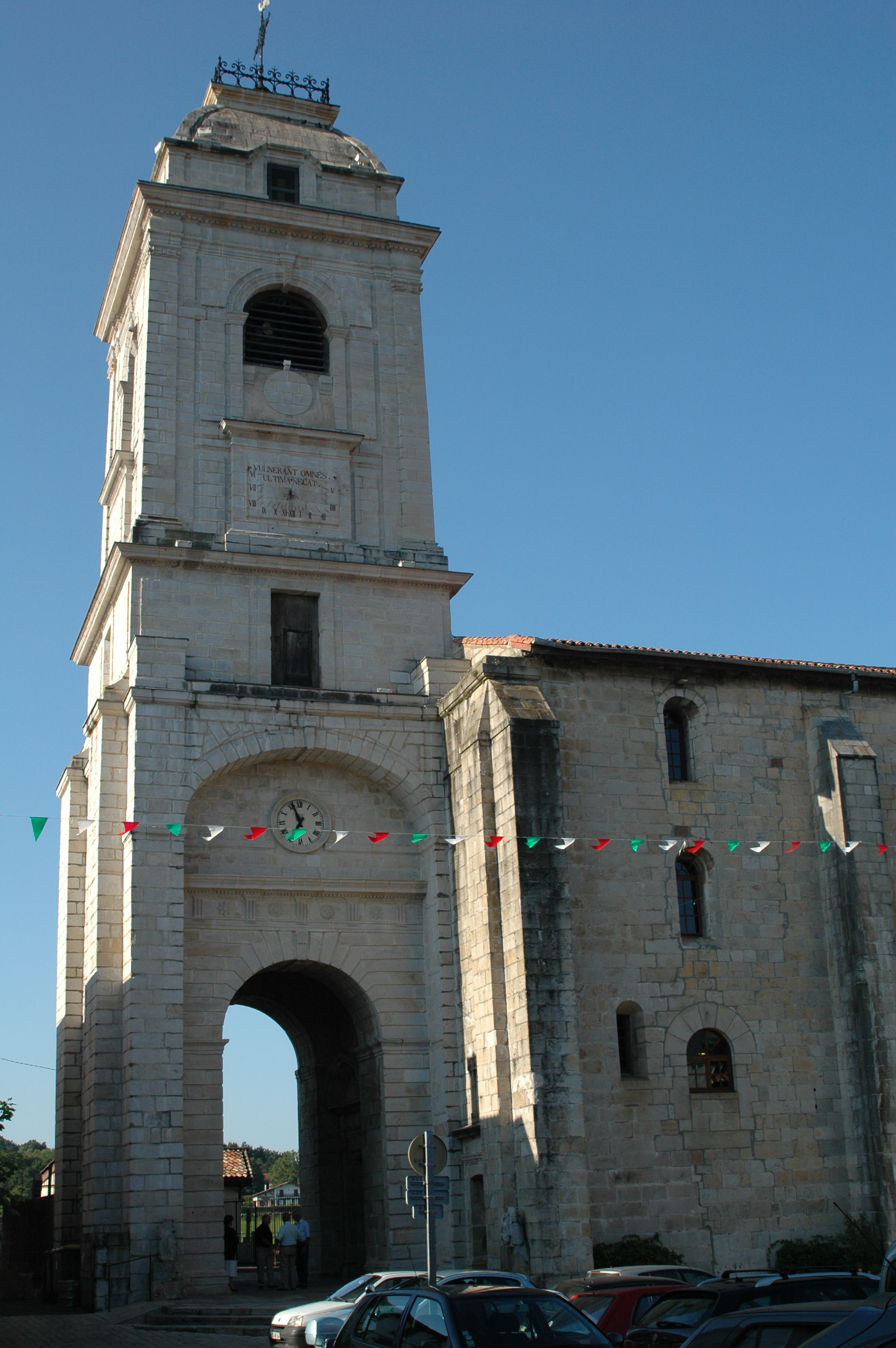
L'église Saint-Vincent.

- Église Saint-Vincent-de-Xaintes[86] XIe siècle. Elle recèle un bénitier[87] et une chaire à prêcher[88] inscrits à l'inventaire du ministère de la Culture ;
- Ensemble formé par la chapelle de Notre-Dame de Sokorri, le chemin de foi de Marie et le cimetière période épidémie de peste (nord). La chapelle fait partie des sanctuaires mariaux de France ;
- Chapelle du Mont Calvaire, ancien ermitage (sud) ;
- Chapelle saint Michel Garicoïts au quartier Olhette (est) ;
- Chapelle Saint-François-Xavier (quartier Socoa) contre Ciboure ;
- Église Saint-Jacques-le-Majeur[89] (quartier Béhobie). On y trouve un lustre[90] en cuivre inscrit à l'inventaire du ministère de la Culture ;
- Oratoires et croix disséminés dans la montagne et le piémont.

### Patrimoine culturel
D'après la Carte des Sept Provinces Basques éditée en 1863 par le prince Louis-Lucien Bonaparte, le dialecte basque parlé à Urrugne est le labourdin.

### Personnalités liées à la commune

#### Nées auXVIIIesiècle
- Martin Goihetxe (1791-1859), écrivain et prêtre basque.

#### Nées auXIXesiècle
- La famille Dongaïtz - de leur vrai nom Sorzabal, Joseph, Jean-Baptiste, Léon et Isidore sont nés à Urrugne (ferme Dongaitzenea) à la fin du XIXe siècle et ont marqué l'histoire de la pelote basque.
- Fiodor Alexandrovitch, prince de Russie, né le 23 décembre 1898 à Saint-Pétersbourg (Russie), mort le 30 novembre 1968 à Ascain, est inhumé dans le cimetière d'Urrugne.
- Nandor Vagh Weinmann, est un peintre hongrois né le 3 octobre 1897 à Budapest (Hongrie). Il meurt en 1979 à Urrugne. Une rue d'Urrugne porte son nom.

#### Nées auXXesiècle
- Paul Lafourcade, né le 12 août 1909 à Urrugne et mort le 20 avril 1985, est un joueur de rugby à XV. Il a été champion de France de rugby en 1935 avec Biarritz et finaliste en 1934 avec ce même club. Il jouait troisième ligne centre.
- Frantxia Haltzuet (1908-1945), résistante basque de la Guerre d'Espagne et de la Seconde Guerre mondiale, organisatrice du réseau Comète à Urrugne.
- Maurice André, né à Alès en 1933, est un trompettiste français. Il meurt en 2012 à Bayonne, après avoir séjourné de longues années à Urrugne.
- Jean-Louis Azarete, né en 1945 à Urrugne, est un joueur de rugby à XV français qui a évolué avec US Dax, Saint-Jean-de-Luz OR et le Stade hendayais.
- Kevin Lelievre, le poète breton réside près de la plage de Socoa, il lui dédie d'ailleurs son dernier recueil.
- Ttotte Etxebeste, auteur de langue basque et militant basque, est né en 1962 à Urrugne.

### Héraldique
| Blason | Blasonnement : D'or au lion de gueules tenant dans sa patte dextre, un dard péri en barre la pointe en haut et du même, parti d'azur à une fleur de lys d'or. |